# (431) Nephele
(431) Nephele (1897 DN) – planetoida z pasa głównego asteroid.

## Odkrycie
Została odkryta 18 grudnia 1897 roku w Observatoire de Nice w Nicei przez Auguste Charloisa. Nazwa planetoidy pochodzi od Nefele, bogini chmur w mitologii greckiej.

## Orbita
(431) Nephele okrąża Słońce w ciągu 5 lat i 204 dni w średniej odległości 3,14 j.a. Należy do planetoid z rodziny Themis.